# Xã Cherry, Quận St. Louis, Minnesota
Xã Cherry (tiếng Anh: Cherry Township) là một xã thuộc quận St. Louis, tiểu bang Minnesota, Hoa Kỳ. Năm 2010, dân số của xã này là 860 người.